# Saint-Philbert-sur-Risle
Saint-Philbert-sur-Risle – miejscowość i gmina we Francji, w regionie Normandia, w departamencie Eure.
Według danych na rok 1990 gminę zamieszkiwało 756 osób, a gęstość zaludnienia wynosiła 57 osób/km² (wśród 1421 gmin Górnej Normandii Saint-Philbert-sur-Risle plasuje się na 316. miejscu pod względem liczby ludności, natomiast pod względem powierzchni na miejscu 198.).